# Magach
Magach (hebrejsky מגח) je označení řady tanků v Izraelských službách. Tyto tanky konstrukčně vycházely z amerických tanků M48 Patton (modely Magach 1, 2, 3 a 5) a M60 Patton (modely Magach 6 a 7).

## Historie
První tanky M48 a M60 zakoupily Izraelské obranné síly (IOS) v 60. a 70. letech od západoněmeckého Bundeswehru a později i od Armády Spojených států amerických Během Šestidenní války v roce 1967 se Izraelci zmocnili téměř stovky plně funkčních jordánských M48A1, čímž podstatně navýšili původních 150 tanků, které již měli ve svých službách. V průběhu války používala izraelská armáda tanky v původní americké konfiguraci.
Po Šestidenní válce provedli Izraelci na svých tancích některé úpravy, čímž došlo k jejich vylepšení na úroveň M48A3 u modelu Magach 3. Mezi zmíněné úpravy patřilo i nahrazení původního 90milimetrového kanónu britským 105mm tankovým kanónem Royal Ordnance L7, snížení profilu věže, vylepšená komunikační výbava a náhrada slabého benzinového motoru náchylného ke vzplanutí dieselovým o výkonu 750 koní.
Když vypukla Jomkipurská válka, měl Izrael 540 tanků M48A3 (se 105mm děly) a M60A1. Tyto stroje utrpěly v bojích značné ztráty. Jejich velkou slabinou bylo umístění hořlavé hydraulické kapaliny do přední části tanku. Po válce zbylo IOS jen asi 200 M48A3 a M60A1, neboť velké množství tanků bylo za války zničeno nebo dostalo přímý zásah. K tomu docházelo především na sinajské frontě při útocích proti zakopanému egyptskému dělostřelectvu vyzbrojenému sovětskými protitankovými střelami 9K11 Maljutka (AT-3 Sagger). Izraelské obranné síly nahradily tyto ztráty v průběhu 70. let novými tanky M48A5 (Magach 5) a M60 (Magach 6).
Před invazí do Libanonu v roce 1982 (první libanonská válka), byly tanky Magach 6 vybaveny reaktivním pancéřováním (ERA). Vylepšené modely M6 pak obdržely nové pancéřování, pásy podobné jako u řady Merkava, novou protipožární ochranu, termální kryt hlavně a vrhače zadýmovacích granátů. Postupně se tak zrodil model Magach 7, který IOS dodnes používají.
Od 80. let začaly být tanky řady Magach postupně nahrazovány novým hlavním bojovým tankem IOS Merkava. Nicméně řada panceřových jednotek IOS sestávala až do 90. let z průběžně inovovaných modelů Magach. Do roku 2006 nahradil všechny tanky Magach u pravidelných jednotek HBT Merkava.

## Pereh
V červnu 2015 Izrael oficiálně přiznal existenci raketového tanku Pereh, což je nosič protizemních řízených střel maskovaný jako tank. HBT Magach se na stíhač tanků přestaví nahrazením tankového kanónu maketou a instalací výklopného dvanáctinásobného odpalovacího systému pro střely Tamuz (Spike-NLOS), jež mají dosah 25 km. Původní věž musí být pro tento účel zvětšena. Snímky nosiče Pereh se poprvé objevily během Operace Ochranné ostří v červenci 2014.

## Verze
- Magach 1: M48A1
- Magach 2: M48A2C

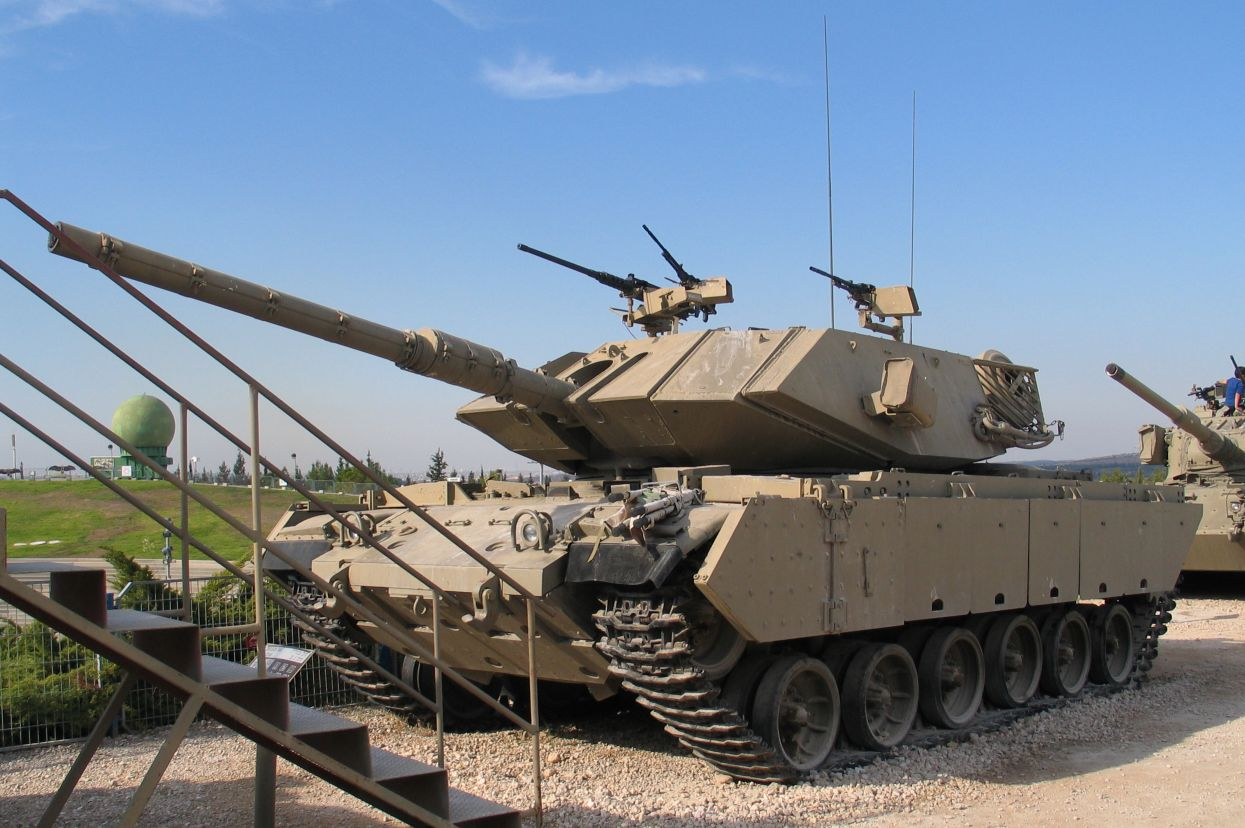
Magach 7C v muzeu a památníku obrněných sil Jad La-Širyon v Latrunu

- Magach 3: Modernizovaný M48A1/A2C/A3. Úpravy zahrnovaly britský 105mm tankový kanón Royal Ordnance L7, snížený profil věže, vylepšenou komunikační výbavu, nový vznětový motor Continental AVDS-1790-2A o výkonu 750 hp s převodovkou Allison CD-850-6. Později dostal M3 i reaktivní pancéřování (ERA).
- Magach 5: M48A5 v originální konfiguraci. V zásadě totožný s Magach 3, měl však trochu odlišný motor a převodovku — AVDS-1790-2D a CD-850-6A . Také M5 dostal později reaktivní pancéřování (ERA).
- Magach 6: Modernizovaný M60/M60A1/M60A3 vybavený nízkoprofilovou věží Urdan a reaktivním pancéřováním (ERA)
  - Magach 6A (6 Alef): Modernizovaný M60A1. Všechny stroje byly posléze upraveny na úroveň verze Magach 6B.
  - Magach 6B (6 Bet): Podobně modernizovaný M60A1 RISE — M60A1 s motorem AVDS-1790-2C RISE se zvýšenou spolehlivostí (Reliability Improved Selected Equipment)
  - Magach 6B Gal (6 Bet Gal): Magach 6B s protipožárním systémem Gal
  - Magach 6B Gal Batash (6 Bet Gal Batash): Magach 6B Gal vybavený pasivním pancéřováním 4. generace a motorem o výkonu 908 hp. Věž měla zkosené boky a ochranný štít. Tato varianta bývá občas neoficiálně nazývána Magach 7D či Magach 8. Omezené množství těchto strojů bylo upraveno z varianty Magach 6B Gal.
  - Magach 6B Baz (6 Bet Baz): Magach 6B vybavený protipožárním systémem Baz. Omezené množství těchto strojů bylo upraveno z varianty Magach 6B.
  - Magach 6C (6 Gimel): Modernizovaný M60A3
  - Magach 6R (6 Resh): Modernizovaný M60 s motorem upraveným na úroveň AVDS-1790-2AG (se silnějším elektrickým generátorem odpovídajícím tomu z AVDS-1790-2A)
  - Magach 6R* (6 Resh*): Magach 6R s přípravou pro protipožární systém Nachal Oz
  - Magach 6M (6 Mem): Magach 6R* vybavený protipožárním systémem Nachal Oz
- Magach 7: M60 s motorem AVDS-1790-5A o výkonu 908 hp, dodatečným pasivním pancéřováním, novou protipožární ochranou a pásy podobnými jako u řady Merkava. Existují různé konfigurace:
  - Magach 7A (7 Alef): Pevný plochý ochranný štít se zbraňovými "štěrbinami"
  - Magach 7B (7 Bet): Dočasný model se stejnou konfigurací pancéřování jako M7C. Nikdy se nedostal do výroby.
  - Magach 7C (7 Gimel): Pevný zkosený ochranný štít se zbraňovými "štěrbinami"
- Nosič protizemních řízených střel Pereh: Stíhač tanků vybavený výklopným dvanáctinásobným odpalovacím systémem pro střely Tamuz (Spike-NLOS)

Tanky Magach by se neměly zaměňovat s tanky Sabra, což je sada modernizací pro tanky M60A1/A3 vyvinutá pro export do Turecka. Sabra zahrnuje úpravy podobné jako mají tanky Magach 7, zásadní rozdíl je však 120milimetrový kanón MG251 s hladkým vývrtem hlavně (jakým je vybavena verze Merkava 3).